# Haplidia
Haplidia är ett släkte av skalbaggar. Haplidia ingår i familjen Melolonthidae.

## Dottertaxa tillHaplidia, i alfabetisk ordning[1]
- Haplidia aegyptiaca
- Haplidia akbesiana
- Haplidia andreasmuelleri
- Haplidia armeniaca
- Haplidia attenuata
- Haplidia baraudi
- Haplidia baudii
- Haplidia besucheti
- Haplidia bodemeyeri
- Haplidia caesarina
- Haplidia chaifensis
- Haplidia chloës
- Haplidia ciliciensis
- Haplidia claudii
- Haplidia cypria
- Haplidia dilatata
- Haplidia endroedii
- Haplidia etrusca
- Haplidia fissa
- Haplidia graeca
- Haplidia heinzorum
- Haplidia hirticollis
- Haplidia houryae
- Haplidia indaryi
- Haplidia iranica
- Haplidia janczyki
- Haplidia joannis
- Haplidia lizleri
- Haplidia lodosi
- Haplidia massai
- Haplidia migliaccioi
- Haplidia montreuili
- Haplidia nitidula
- Haplidia pamphyliensis
- Haplidia petrovitzi
- Haplidia pilicollis
- Haplidia preissi
- Haplidia pruinosa
- Haplidia pubiventris
- Haplidia rugicollis
- Haplidia sparsepunctata
- Haplidia tarsensis
- Haplidia transversa
- Haplidia turcica
- Haplidia vagepunctata
- Haplidia werneri
- Haplidia wewalkai
- Haplidia villigera
- Haplidia villosicollis